# Alexander Betts

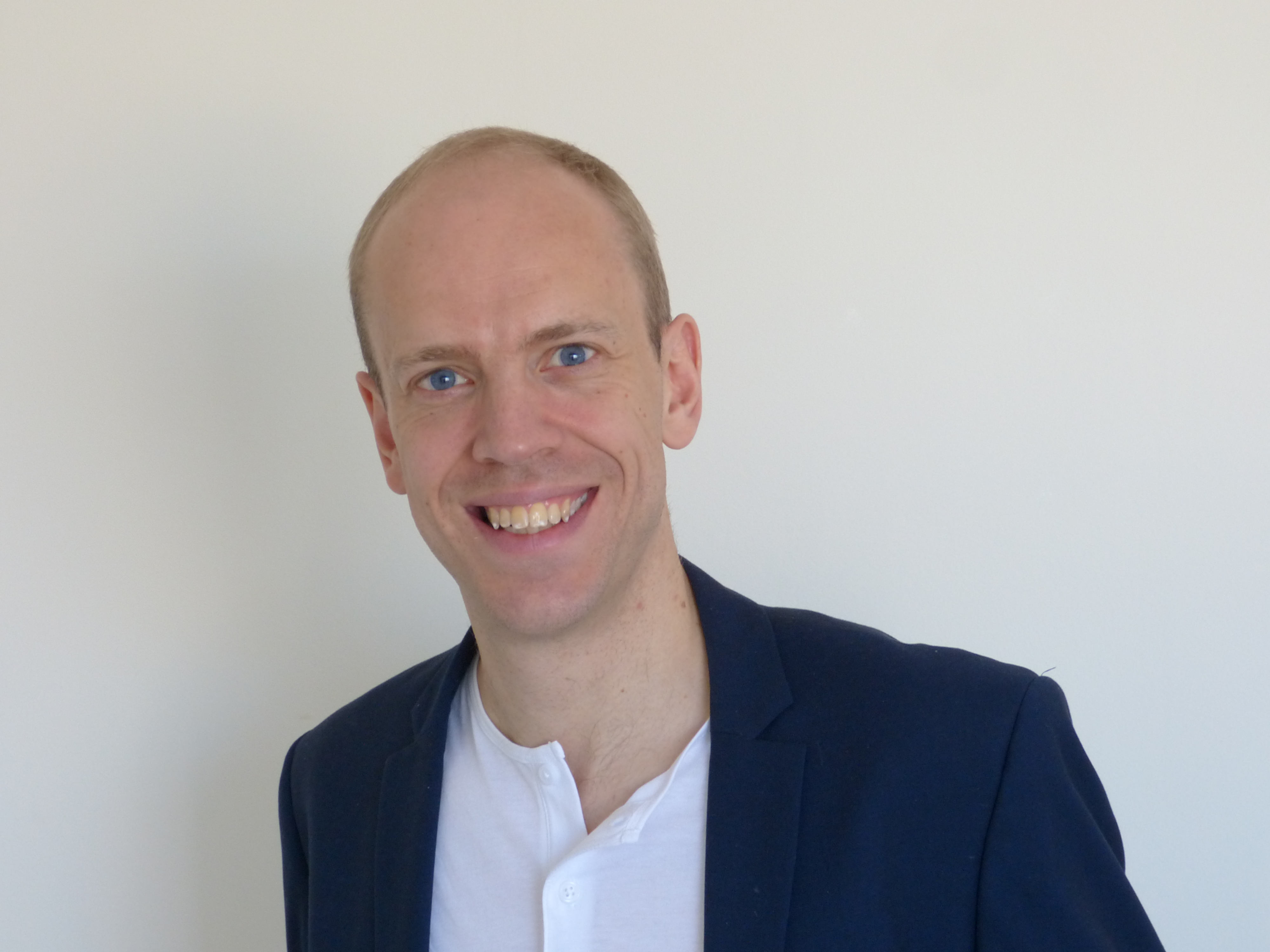
Alexander Betts

Alexanders Betts (1980) is een Britse hoogleraar en een expert op vlak van migratie.

## Biografie
Betts is directeur van het Refugee Studies Center Oxford.
Daarnaast treedt hij op als expert voor de Europese Raad, Unicef en de Internationale Organisatie voor Migratie.

## Publicaties
Een selectie van gezaghebbende publicaties.
- Protection by Persuasion: International Cooperation in the Refugee Regime (Cornell University Press, 2009)
- Global Migration Governance (Oxford University Press, 2011)
- Survival Migration: Failed Governance and the Crisis of Displacement (Cornell University Press, 2013)
- Mobilising the Diaspora: How Refugees Challenge Authoritarianism (Cambridge University Press, 2016)
- Refugee Economies: Forced Displacement and Development (Oxford University Press, 2016)